# Фільтр змінної стану
Фільтр змінної стану (або фільтр по методу змінних стану, англ. State variable filter) є різновидом активного фільтра. Він включає в себе один або більше інтеграторів, під'єднаних за допомогою кількох зворотніх зв'язків. В найбільш загальному застосуванні сумує вхідний сигнал з його інтегралом та подвійним інтегралом.

## Біквадратичний фільтр Кервіна-Хюльсмана-Ньюкомба (KHN)
Схема, наведена нижче, може одночасно виконувати функцію ФНЧ, ФВЧ та смугового фільтрів з одним входом. Це біквадратичний фільтр другого порядку. Його виведення походить від перестановки передавальної функції ФВЧ, яка є відношенням двох квадратичних функцій. Перестановка показує, що один сигнал є сумою інтегрованих копій іншого. Таким чином, перестановка показує структуру фільтра по методу змінних стану. Використовуючи різні стани як виходи, можна отримати різні типи фільтрів. Додаткові порядки фільтра можливі з більшою кількістю інтеграторів (тобто станів).
Вхід сигналу позначено як Vin; виходи LP, HP та BP видають сигнали ФНЧ, ФВЧ, та смугового фільтрів відповідно.
Для спрощення приймаємо:
{\displaystyle R_{f1}=R_{f2}}
{\displaystyle C_{1}=C_{2}}
{\displaystyle R_{1}=R_{2}}
Тоді:
{\displaystyle F_{0}={\frac {1}{2\pi R_{f1}C_{1}}}}
{\displaystyle Q=\left(1+{\frac {R_{4}}{R_{q}}}\right)\left({\frac {1}{2+{\frac {R_{1}}{R_{g}}}}}\right)}
Пропускна здатність ФНЧ та ФВЧ визначаються за формулою:
{\displaystyle A_{HP}=A_{LP}={\frac {R_{1}}{R_{G}}}}
Отже бачимо, що робоча частота та добротність фільтра (Q) можуть незалежно змінюватись. Це та можливість переключення між різними формами АЧХ дозволяє широке використання фільтрів змінної стану в аналогових синтезаторах.
Значення для резонансної частоти 1 kHz будуть Rf1 = Rf2 = 10k, C1 = C2 = 15nF and R1 = R2 = 10k

## Застосування
Фільтри змінної стану часто використовуються в звукових сигнальних процесорах. При низьких значеннях добротності Q вони часто використовуються в схемах параметричних еквалайзерів, а на високих значеннях добротності Q - для створення модулів резонуючих фільтрів в аналогових синтезаторах. Для ручного керування частотою, R1 та R2 в попередньому розділі можуть бути замінені подвійними потенціометрами; а для керування напругою, U2 та U3 можна замінити на підсилювачі, керовані напругою або операційними транскондуктивними підсилювачами.